# 日本大学医学部付属練馬光が丘病院
日本大学医学部付属練馬光が丘病院（にほんだいがくいがくぶふぞくねりまひかりがおかびょういん）は、東京都練馬区光が丘に存在した医療機関。学校法人日本大学が運営する病院であった。なお「付属」の表記は日本大学医学部附属板橋病院が「附属」であるのに対し、当院は「付属」である。
1986年11月に開設された練馬区医師会立光が丘総合病院が経営破綻したため、引き継ぎのため練馬区から誘致を受けた学校法人日本大学が日本大学医学部付属病院として1991年4月1日に開設した。土地と建物は練馬区医師会立光が丘総合病院のものを引き継いで使用し、土地は練馬区から無償で、建物は有償貸付であった。
練馬区との見解の相違により、日本大学は2011年7月15日に翌2012年3月をもって病院の運営から撤退することを発表した。同2012年3月31日をもって閉院したため、翌4月1日より地域医療振興協会が後を引き継ぐ形で、地域医療振興協会練馬光が丘病院として再出発した。
撤退の経緯についての詳細は、日本大学医学部付属練馬光が丘病院閉院問題を参照のこと。

## 概要
病床数342床（2011年12月時点）。2005年に順天堂大学医学部附属練馬病院が開業するまでは、練馬区で唯一の大学病院だった。災害拠点病院にも指定されていた。
救急指定病院であり、二次救急医療機関として、三次救急医療機関である日本大学医学部附属板橋病院と電子カルテのデータを共有するなど分担して地域医療を行ってきた。練馬区と近隣の区にとどまらず、東京23区西北部および多摩地域東部、隣接する埼玉県南部など広く周辺地域の救急患者を受け入れてきた。
近年不足している産科や小児科、特に小児科救急の比重が大きく、東京都立清瀬小児病院（2010年閉鎖）や旧志木市立市民病院（民間移譲、現：TMG宗岡中央病院）で対応していた小児救急・入院患児も受け入れ、小児科の休日夜間診療にも対応していた。また産科では24時間分娩対応でハイリスク出産にも対応できる体制があった。

## 日本大学附属病院時代の診療科
1. 内科
2. 小児総合診療科
3. 循環器科
4. 皮膚科
5. 外科
6. 心血管・呼吸器外科
7. 脳神経外科
8. 整形外科
9. 泌尿器科
10. 産婦人科
11. 耳鼻咽喉科
12. 眼科
13. 放射線科
14. 麻酔科
15. 臨床検査医学科
16. 神経内科
17. 精神神経科
18. リハビリテーション科
19. 病理部

## 医療機関の指定等
- 保険医療機関
- 救急告示医療機関
- 休日・全夜間診療事業実施医療機関（内科系、小児科、外科系）
- 労災保険指定医療機関
- 指定自立支援医療機関（育成医療・精神通院医療）
- 生活保護法指定医療機関
- 原子爆弾被害者一般疾病医療取扱医療機関
- 公害医療機関
- 母体保護法指定医の配置されている医療機関
- 災害拠点病院
- 臨床研修指定病院
- 臨床修練指定病院
- 特定疾患治療研究事業委託医療機関
- 小児慢性特定疾患治療研究事業委託医療機関
- 産科医療補償制度加入分娩機関

## 費用負担
- 初診時に紹介状がない場合、保険外併用療養費が2,100円加算される。
- 入院費の支払に入退院フロントでデビットカードが使える（クレジットカードは不可）。

## 交通アクセス
- 都営地下鉄大江戸線光が丘駅下車徒歩4分。
- 東武東上本線成増駅南口・東京メトロ有楽町線地下鉄成増駅より
  - 西武バス光32：日大練馬光が丘病院行で終点下車。
  - 西武バス光31・練高01・練高02：光が丘駅行・練馬高野台駅行・南田中車庫行で旭町南地区区民館下車、徒歩7分。
- 練馬区コミュニティバス「みどりバス」：保谷ルート・氷川台ルート・北町ルート光が丘駅行で〔日大〕練馬光が丘病院下車。
- 西武バス光20-2・国際興業バス光20-2土支田循環線で日大練馬光が丘病院下車。